# 加氏白鰩
加氏白鰩（學名：Leucoraja garmani），為軟骨魚綱鰩目鰩科白魟屬的一種，分布於西大西洋美國新英格蘭南部到佛羅里達州南部海域，深度33至530公尺，本魚尾部後部和兩側有成排的刺，尾長，幼魚和成魚的體盤上表面有明顯的深色玫瑰花形斑紋，腹鰭腋到第一背鰭的距離大於從腹鰭腋到眼的距離，上表面呈淺黃色或棕色，有小斑點，顏色較深或較淺，下表面白色或淡黃色，體長可達57公分，棲息在大陸棚至大陸坡上層海域，為底棲性魚類，肉食性，以甲殼類、多毛類、烏賊及硬骨魚為食，卵生，卵囊為長方形，具堅硬的角質觸角，生活習性不明，可作為食用魚。